# 細身磯塘鱧
細身磯塘鱧（学名：Eviota distigma）为鰕虎科磯塘鱧屬下的一个种。